# Рунгури
Рунгури (також Рунґури) — село в Україні, в Печеніжинській селищній територіальній громаді Коломийського району Івано-Франківської області.

## Назва
7 червня 1946 року указом Президії Верховної Ради УРСР село Рунгури Печеніжинського району перейменовано на село Новомарківка і Рунгурівську сільську раду — на Новомарківківська.
4 лютого 1990 р. відбулося сільське віче, люди вимагали повернути селу його історичну назву. 11 березня 1990 р. сесія сільської ради ухвалила відповідне клопотання до Верховної Ради. 11 червня 1993 р. Указом Президії Верховної Ради України селу повернуто назву Рунгури.

### Походження назви
Походження назви села Рунгури шукали в угорській, румунській, латинській, польській мовах, а також у санскриті. Хтось розшифрував Рунгури як «гори і рівнини». Дослідників, які покладаються на О. Канигіна «Шлях аріїв» чи «Рун-віра» О.Силенна, тлумачать слово «Рунгури» як «світлі гори».
То ж є безліч вільних тлумачень слова «Рунгури». Одні твердять, ніби село походить від імені поміщика або першопоселенця Рунгура (Рунгера), інші, згадуючи міфи про золоте руно, за яким в Колхіду вирушали греки, схильні тлумачити слово «Рунгури» як «зелені гори», «Кучеряві гори» [14, c. 17].
Ще виводять назву села від двох слів:
- Рівно + гори.
- Гори + Рун (від руно).
Микола Григорів переповідав легенду, яку почув у Космачі. Ніби одному хлопцеві не сподобалося власне ім'я Орислав — клична форма Ори (Оре), тому що всі з його імені посмішкувалися, хлопця не приймали до парубоцького гурту, відкидали, (орунг — відкинутий).
Аж дійшло до того, що Орислав відмовився в батькових волів і подався у білий світ. Сказав старині: якщо ще стріне десь такі імена, як його власне, то повернеться додому. Сходив він не одні постоли, вернувшись у рідний край, став на службі у князя. Якось йому довелося ночувати в одному селі, яке ще мало свої назви. Орислав згадав своє дитинство, свої мандри, подумав і каже людям: я від князя, мені доручено назвати неназвані села. Отож він до слова «орунг» (відкинутий) приєднав своє ім'я «Ори» й утворилося слово Орунг — ори.
Місцевим людям назва сподобалася. Теслі витесали дошку, поставили два стовпи, на дошці виникла назва села, мимоволі пропустивши літеру «О» встановили знак поряд із статуєю Дажбога [4].
Уродженець Слободи Рунгурської Станіслав Вінценз у книзі «На високій полонині» без сумніву (і без будь-яких обґрунтувань) перекладає слово Рунгури як «лісовий вигін» (галявина) і стверджує, що назва села волоського походження [15, c. 10].
Академік В. Грабовецький запропонував свої (майже тотожні) варіанти походження назви села:
- від румунського «runquri», що означає «викорчувані і випалені ліси для пасовиська»;
- від латинського слова «runqere» — що тотожне слов'янському «пасічна», або «Чернене», «теребіж», тобто населення, що виникло на місці викорчуваного або спаленого лісу [16, с. 34].
Ймовірно селу дали назву волоські пастухи, які пастушили в Карпатах у XIII—XIV ст., адже в романських мовах воно дослівно означає «вирубану ділянку лісу для випасання овець» [28, c. 79].
Однак в Україні чимало «пасічних», і це слово можна з великою долею ймовірності застосувати майже до кожного гірського чи передгірського села.
Відомий поет, етнограф Степан Пушик припускає, що назва «Рунгури» походить від первісно зарослих наших гір кущами ялівцю, який де-не-де називають «рунком» або «рунчом» [35, c. 116].
Павло Федюк пропонував тлумачити назву села від двох давньоіндійських слів: рун-світло, гуру-вчитель.
Сільський житель Андрійчук Іван запевняє, що слово походить від рудих гір тому і назвали Рунгури [3].
Село поділене на ряд кутків та урочищ: найбільші — Дубовий, Пискавець, Долішний і Горішний кінець, до менших — Багна, Бандурка, Березівки, Бовдур, Білі Кірниці, Бобичів, Болшива, Близниці, Боянка, Варатики, Василькові потоки, Вошива кірничка, Вилки, Вікнище, Гартимівка, Галанів, Глинниця, Голиця, Городець, Грабники, Григоришине поле, Грижина гора, Глибокий, Грунь, Грузька, Гуцулів потік, Дворище, Диблюків цвинтар, Запітки, Затінь, Занога, Золотий, Золотий потік, Каменистий, Канада, Катерчів, Кітли, Клопета, Кобилка, Круглий, Кругленький, Ключівки, коло Вежі, коло Михайленків, коло
Кіпця, коло Стежки, коло Штефуни, Кошьири, Книшора, Курдиданів потік, Кути, Лази, Лазок, Лози, Луг, Малий Сухий, Мандрики, Млаки, Млинівка, на Унцевім, на
Вусовім, на Терентюковім, на Чертацьким, на Фролюковім, Олексин цвинтар, Ославський берег, Павлова, Пантила, Пасовище, Перехід, Петричьива, Пожьирниці, Поляна, Польинка, Польинки, Підділ, Підполонина, Патичури, Пискавець, Потоки, Прочерт, Пронори, Решетівський потік, Рипа, Ропи, Роптура, Рузин потік, Свищів, Семенишин верх, Сочет, Сухий, Татарські звори, Толока, Царина, Юрашева гора, Юрин потік, Яворина, Ямки, Шокалів, Шпінь, Штрика, Франкова гора [37, c. 24-25].
За роки незалежності сільрада перейменувала кутки на вулиці: Шевченка, Франка, Набережна, Зелена, Молодіжна, Прикарпатська, Пискавецька, Довбуша, Дубівська, Вишнева, Стефаника, Івасюка, Гірська.
Щодо назви річки Сопівка (Сопілка), Андрійчук Іван вказує, що назву річка отримала від хлюпоту води, яка нагадує гру сопілки [3]. Деякі люди ще вживають назву Лючка або Печеніга.
Потоки — Сухий, Чептура, Колоднистий, Окришора, Водєнка, Березівка, потік з — під Гавришевого верха, Стефановський потік, потік Сухий, потік Чептураш, Глибокий, Золотий, потік Кут з Верховини та ін. [39, c. 248].
Археологічних досліджень у Рунгурах не проводили. Проте внаслідок археологічних розвідок, проведених у 1978 р. прикарпатським археологом Б. Томенчуком, введено в науковий обіг соляні джерела в 35 населених пунктах у Карпатах, в тому числі і в Рунгурах [45, c. 414]. У 2008—2010 рр. Науково — дослідним (нині навчально-науковим) Інститутом історії, етнології і археології Карпат, реалізувався етноархеологічний проект дослідження соляних джерел Галицької Гуцульщини, в ході якого було виявлено новий осередок солевидобутку києво — руської доби (Рунгури І) в урочищі Кругленький [38, c. 156].
Таким чином, назва села тлумачиться по — різному, найімовірніше, назва села походить від румунського слова «runquri», яке що означає «викорчувані і випалені ліси для пасовиська».

## Географічне розташування
Село Рунгури розкинулось на перших Карпатських пагорбах по обидві сторони річки Сопівка. Знаходиться на відстані 17 км від залізничного вокзалу м. Коломия. На півночі село межує з Марківкою, на півдні з Малим і Великим Ключевом, Середнім Березовом, на сході з Печеніжином, на заході зі Слободою, Чорним Потоком та Чорними Ославами [28, c. 18].
Село розташоване на висоті 363 м на рівнем моря, у Сочеті вже 711 м, а у Варатиках — 786 м над рівнем моря.
У селі є вапнякові поклади, ростуть хвойні та листяні ліси, а також лікарські рослини, ягоди та гриби [30, c. 79].
Село разом з іншими сусідніми селами Слободою, Марківкою, Молодятином — знаходиться в так званій Печеніжинській ямі (або ще кажуть — у Печеніжинському котловані). З гірських верховин ця «долина — яма» чудово проглядається [24, c. 27].
Рунгури розташовані на стику двох форм рельєфу — горбистої рівнини, яка плавно переходить у справжні гори. До гористої належать кутки Долішний, Ключівки, Пантела, Кругленький, а Дубовий, Пискавець, Грунь, Шокалів знаходяться в передгірськім масиві. Більше ніж третина села знаходиться у справжніх горах, — це Сухий, Березівки, Петричьива, Золотий, Горішний, Решетів.
Село поділене потоками на кілька частин (кутків), з яких центральними є: Пискавець, Дубовий, Бандурка, Горішній і Долішній кінець, та окраїнами: Сухий, Золотий, Петрічьива, Кошари, Шокалів, Грунь, Галанів, Кругленький, Царина, Пантела.
До горбистої рівнини належать кутки Пантела, Ключівки, Кругленький, Долішній і частина Клопети. У передгірському масиві — Дубовий, Шокалів, Грунь, Пискавець, решта ж села — Решетів, Горішній, Золотий, Петрічєва, Березівки, Сухий — це вже справжні гори.
Отже, завдяки такому географічному розташуванню селу надано статус гірського. Також люди займаються збиральництвом та лісозаготівлею.

## Історія

### Перша письмова згадка, виникнення села
Село Рунгури, яке знаходиться на території Коломийського району Івано-Франківської області безумовно давнє — наявність у ньому соляних джерел є найпершою підставою для такого припущення [39, c. 24]. Під час обстеження соляного джерела в урочищі Кругленький, на терасі пагорба, яка розміщена на висоті 3—4 м над рівнем потічка, на поверхні ріллі було зібрано фрагменти керамічних виробів ХІІ—ХІІІ ст. [38, c. 725]. На сьогодні найдавніший історичний документ, в якому згадуються Рунгури (Rungury) датується 1579 р. (Źródła dziejowe, T. 18, Ch. 1. Warszawa, 1902) [11, c. 105]. Сама згадка по село означала, що на той рік в Рунгурах проживало не менше 10 родин [39, c. 25].
У тому ж 1579 р. у селі вже мали свій маєток якісь «пани з Тенчина». Ці пани були вихідцями із Польщі. Вони на початку XIV ст. біля Кракова збудували замок Тенчин і отримали від нього своє прізвище.
Рунгури вперше нанесено на карту «Покуття», яку виготовив протягом 1630—1648 рр. Француз Гійом де Боплан [31, с. 7].
У Варшаві протягом 1880—1895 рр. видавався географічний словник, в якому є запис про Рунгури [12, с. 13].
Заселювали спочатку теперішній Горішний кінець (Сухий, Золотий, Петричиьва, Ключівки), потім Дубовий, Бандурку, Вилки, Пискавець.
За переказами першими поселенцями були утікачі від татарського лихоліття. З історичних джерел видно, що протягом лише кінця XV — початку XVII ст. на Прикарпатський край татари здійснили кількадесят набігів [30, c. 6]. Іншою причиною заселення були багаті лісами і соляними джерелами гірські околиці, які давали можливість новосельцям займатися соляними та деревообробними промислами [17, с. 172].
Сусідні Березови були заселені переважно людьми з Київщини втікачами від татар. Цілком імовірно, що частина цих людей могла осісти і в теперішній Петричьиві та в Березівках.
Жителька села Прокопів Палагна розповідала, спираючись на спогади своїх родичів, що селилися тут чоловіки, у яких було довге волосся, заплетене у коси. Це свідчить, що під час татарських нападів тут залишилися татари.
Існує легенда, що свого часу в Рунгурах осіло чимало козацьких родин після смерті Богдана Хмельницького. Зокрема, одну з легенд розповідав Андрійчук Іван, як уникнувши переслідування ворогів, дістався у Рунгури козак Кузенко [3].
Також існують легенди, що в селі знайшли собі притулок втікачі від хвороб (холери або чуми).
Микола Григорів стверджує, що у кутку Золотий поселилися люди, які так уміло маскувалися, що вільними пережили майже трьохсотрічне ярмо панщини і аж після скасування панщини 1848 р., їх виявила австрійська влада [4].
До 1947 р. у склад села Рунгури входив присілок або хутір Слобода, що тепер є окремим селом [43, с. 174].

### До ХІХ століття
Як вже згадувалось вище, перша згадка про село датується 1579 р. Тоді воно належало магнатам Потоцьким і здавалося ними в оренду [23, c. 342]. В тому ж році в селі вже мали маєток «пани з Тенчина». Вони були вихідцями з Польщі. З'ясувати імена цих панів не вдалося. Проте слова «пани з Тенчина» означають найперше те, що на жителів села Рунгури в 1579 р. польська держава вперше наклала податки. Сама згадка про село означала, що на той рік в Рунгурах проживало не менше 10 родин (для порівняння — в Коломиї на той час налічувалось понад 280 родин) [39, c. 25].
На час першої письмової згадки Рунгури належали до Коломийського повіту Руського воєводства Галицької землі [31, с. 7].
1447 р. в Польщі була запроваджена панщина. Проте, наразі наші предки давали данину панам куницями, лисицями, а найчастіше відбували данину привозом дров до староства чи до соляних жуп.
Якщо конкретніше:
— осілі селями, хлібороби рільники (рунгурські люди в усіх документах іменуються виключно рільниками) щорічно платили по З куниці, 8 маць (Вучвертей) вівса, 2 сири, дві курки;
— загородники (підсадки) віддавали панові 1 куну, 1 сир; вівчар від череди віддавав 1 барана, гуню або ліжник, сир і попругу;
— також платили десятину від бджіл, двадцятину від свиней, десятину віл волів (щосьомого, а пізніше щоп'ятого року); від хати — подимне (2 гроші).
Якщо приходила людина з інших сторін, то за поселення платила лисиню або 1 золотий (лисичне), відходив чоловік з села — платив «відхідне» — 2 золоті.
Виходила дівчина заміж платила до двору «поклоне» — 6 грош, а урядникові рушник. Якщо видавалася в інше село — платила 2 золоті. 3 золоті коштувало розлучити чоловіка й жінку [39, c. 25].
Проте з часом було введено панщину за Третім Литовським статутом 1588 р.
У 1637 р. маєтки Печеніжинського ключа, куди входили і Рунгури були передані в дар «за заслуги» польською короною на правах власності магнатові Станіславові Потоцькому. З того часу впродовж 150 років цими маєтками правили магнати Потоцькі [31, c. 9].
На 1722 р. в Рунгурах було 42 селянських господарства, 23 селяни посідали в своєму господарстві двох волів, 6 селян — чотирьох волів, 3 селяни — шість волів. З 46 селянських господарств 36 було тяглих, а 6 — піших [20, c. 36].
На 1722 р. рунгурські жителі виконували загалом 3300 днів панщини, на один селянський двір припадало панщизняних днів від 52 до 104 на рік. Порівнюючи з іншими селами Печеніжинського ключа, то Рунгури відробляли набагато більше панщини ніж інші села (Молодятин — 52 дні на рік, Марківка — 32 дні на рік) [20, c. 37].
Селяни також платили чинш від 2 до 15 злотих в рік, селянський двір на рік мав дати в данину 2 курки, 12 яєць, 1—2 вози сіна, горіхи, рижики та ін. У інвентарі зазначалося: «…У мотку, який здається, повинно бути 7 пасом прядива в мотовидлі». Рижиків і горіхів, «коли зародять, давали по горщикові» або за них фіру дров. Щодо шарваркових робіт в інвентарі записано: «Шарварки, до млинів усі повинні відбувати, коли до того виникне потреба, і мости біля містечка направляти».
Оскільки Печеніжинський маєток у 1722 р. орендував Павло Беное у дідича Печеніжинського ключа Йосифа — Андрія Тишковського, то «підводна» повинність у Рунгурах та Слободі Рунгурській належала згідно з контрактом до оренди. Виконання цієї повинності виглядало так: «Кожний селянин повинен відбувати, беручи за кожний віз по 3 бочки солі, коли добра дорога, а коли б не ішли в дорогу, за кожну підводу має давати по 4 золотих» [39, c. 39].
У Рунгурах на той час заможними селянами були Лука Калінін та Прокіп Лукашів, які мали по 6 волів. Проте, це було рідким явищем.
Надзвичайно тяжке соціально-економічне гноблення, якого зазнавало прикарпатське селянство, поєднувалось з національно — релігійним гнобленням. Переслідувались українські церковні обряди, народні традиції та звичаї.
В. Грабовецький на підставі архівних документів, стверджує, що 1725 р. із сіл Печеніжинського ключа (а, отже із Рунгур в тому числі), втекло 45, 2 % замучених панщиною селян.
Потрібно зазначити, що рунгурські люди займалися солеварінням.
Соляні джерела в селі згадує польський дослідник З. Камінські [45, c. 262].
У реєстрі покутських бань за 1722 р. записано, що в Рунгурах було дві солеварні: Рунгурська (Болшивська) мала три вежі; три черепи, і Боянська дві вежі. За іншими документами в селі нараховувалося 9 веж, 20 черенів (печей). Відомо, що 1728 р. власником солеварні на Боянці (тоді ще — Баня Боянці) були Кухарські, а на Болшиві — імовірно, Тишковські [39, c. 44].
Науковці датують соляні джерела періодом середньовіччя.
Не обминуло Рунгурів і татарське лихо. Лише в XVI ст. татари 6 разів спалювали Коломию (загалом вісім разів було спалене місто), а отже, й довколишні села. Особливо страшної шкоди завдали татари нашому краєві 1620 р., коли внаслідок нападу на Коломию були знищені архіви, зокрема, міські книги.
У Рунгурах збереглися перекази про дві давні церкви, які стояли в селі ще до татарського нашестя. Одна нібито розташовувалась на теперішній Польині — вона, за переказом, запалася з людьми під землю (була оточена татарами). На тому місці, де нібито вона стояла. Інша церква була на Горішньому кутку села — її спалили татари разом з людьми, які заховалися в ній… Про другу, горішню церкву нам нагадує не лише переказ чи легенда М. Григоріва. Річ у тім, що десь приблизно на тому місці, де ніби вона стояла, той чи інший ґазда, розорюючи ґрунт, не раз натрапляв на знахідки, що стосуються виключно церкви — зокрема, рештки свічок, хрестики та ін.
Перекази свідчать, що на Клопеті (тим і пояснюється назва — клепати) стояла сторожа, яка повідомляла про те, що наближаються татари, — запалювали вогонь, били в клепала (звідки й Клопета — дехто називає цю місцину «Клопет», як і Варатики — «Варатик») і люди ховатися від напасників у лісах і дебрах. Чуги (сторожі) стояли і на горі Шпінь (Франкова гора) — звідси сигнали про небезпеку подавати прапором. До речі, на тих чугах чергували селяни і в часи морових хвороб з метою не пропустити в село хворих втікачів. У сусідній Слободі навіть є гора Чуга — під нею, на тому місці, де татари спіймали й убити сторожів, до 1940 р. стояв пам'ятний хрест [39, c. 31].
Сама ж легенда, записана М. Григорівим: «То ж отут, де Іванюкові городи, стояла горішня церква. Одного разу при черговому нападі люди поховалися в гори, а в селі, в церкві замкнулися самі старі та немічні. Татари, розлючені тим, що не здобули ясиру, підперли церковні двері і підпалили святу будівлю.
Перегодом повернулися люди в село, викопали велику яму, поховали в ній спалених людей… Вже хотіли переселятися звідси в більш безпечні краї, але один з селян, Ясновид, переконав земляків, що не гоже полишати могили предків, закликав відбудувати село й готуватися до відсічі — татари обов'язково ще раз прийдуть сюди, де потерпіли невдачу. І справді через деякий час і Варатиків — найвищої гори — де пильнували вартівники — вартики. помітили, як стяг лиш похилився. То був умовний знак, що наближається напасть. На ворогів уже чекали у цих зворах замасковані великі купи каміння. Зброярі наготували достатньо сокир, списів, мечів.
Одне слово, селяни спішно кинулися в ліс. гінці подалися в сусідні села за підмогою.
На Ославському татар чекали кілька фір з добрими кіньми. Нарешті вороги помітили фіри. Хлопці цвьохнули батогами — погнати коней до зворів. Там, де було визначено, зупинилися. Поперевертали вози, щоб перешкодити погоні, а звіддалік піворилн люди, заохочуючи ворогів ловити близький ясир. І коли останній татарин в'їхав у пастку, звідусіль почали валитися дерева, падати каміння. Дико джалкотіли татари в передсмертних зойках. Недовго тривала розправа. До вечора привели й рештки розвідних груп ворогів, і теж вклали їх у землю, щоб не привели своїх ще раз, адже тоді ворогів було б дуже важко заманити в пастку. Змилувалися лише над малим татарченям — взяли його між себе, оженили згодом з місцевою дівчиною. Так постав рід Татарчуків у Слободі, яка до „других совітів“ була одним із Рунгурами.
І від того часу ці звори стали називати Татарськими. Сама ж назва урочища „Татарські звори“, як на мене, лише підгверджуе припущення багатьох дослідників української історії, які вважають, що кримські напасники через Рунгури на Слободу Рунгурську, Березів, Делятин» [4].
Відомо також про чуму, яка була поширена у краї в 1652, 1709, 1760, 1772 рр.
Таким чином, життя селян в період середньовіччя було вкрай тяжким Селяни були обкладені численними повинностями, село зазнавало набіги татар, а також в селі вирували різні хвороби.

#### Участь мешканців в антифеодальних повстаннях
Рунгурські селяни брали участь у антифеодальних повстаннях, зокрема, в опришківському русі.
Існують прямі свідчення, що Олекса та Іван Довбуші були родом з Рунгурів. 1 травня 1999 р. в Коломийській газеті «Вільний голос» письменник Василь Лапчинський у статті спробував розв'язати проблему звідки родом Довбуш.
Легендарний опришок народився в Рунгурах на хуторі, який називається Бобичів, який свого часу був викуплений котримось із печенізьких ґаздів. Печенізькі люди були багатші за рунгурських, і часто викуповували у них ґрунт. Таким способом була викуплена рунгурська Поляна, багата на чорноземи.
Василь Лапчинський дослідив, що «В архівних матеріалах за 1738 р., які містяться в науковій бібліотеці ім. В. Стефаника у Львові, чітко сказано, що Олекса Довбуш народився в Рунгурах біля Печеніжина. Цей факт доведено науково» [27, c. 4]. Не погрішили проти істини й автори коментарів до фольклорного збірника «Ходили опришки», які пишуть: «Довбуш (Добош, Добощук) Олекса Васильович (1700 — 24. VIII. 1745) — видатний керівник опришківського руху в Карпатах. У фольклорних творах його здебільшого іменують Добошем, у джерельних звістках — Добощуком. Родом із Рунгур біля Печеніжина на Покутті» [44, c. 351].
Академік Грабовецький опублікував документ з так званого Бурштинського архіву: «Декрет старших земських у справі інтересу Солотвина. Між опришками знаходяться Дранки — два брати з Дори Микулі, два брати Довбуші з Рунгур…» [24, c. 31].
Відомо, що опришки з наступником Довбуша І. Бойчуком та І. Жупником у 1579 р. захопили і спалили в Рунгурах панський маєток [23, c. 342]. Про ту пригоду опришків дотично свідчить назва урочища Дворище, де й знаходився той маєток.
Отже, в період середньовіччя селяни пригноблені панськими порядками селяни ставали на збройний шлях.

### В XIX—XXI століттях
Для всіх довколишніх сіл, в тому числі і для Рунгур у XIX ст. другою важливою подією в господарському житті після скасування панщини стала промислова розробка нафти у Ропах.
Є свідчення, ніби першу нафтову шибу Ропах викопано 1871 р. (за іншими даними — в 1872 р.) У Коломийському повіті (в Сопові) з'являється дистилярня нафти (нафтопереробний завод) [39, c. 51].
У 1875 р. в Ропах працювало вже п'ять шиб (копалень). Колишні поля і пасовища вкрилися 5×5 м шириною й за 30 м глибиною, вимощеними цямриною аж до верху, де чотири дужі ріпники корбою викручували цеберку з нафтою, наливали в бочки й відправляли до дистилярень.
До цієї фізично виснажливої роботи переважно наймалися безземельні та малоземельні селяни з навколишніх сіл. Робочий день тривав 12 годин, платили ріпникові за роботу 12 крейцерів. На копальнях часто траплялися нещастя — вибухали гази, обривалися канати, а отже смертних випадків (а тим більше страйків) не бракувало. Наприклад, відомо, що 1874 р. внаслідок вибуху газу загинуло багато ріпників.
Тим часом заможні польські підприємці та євреї, як от Щепановські, Розенкранци, Попеліни, Кани, Гелдери, Берки майже за безцінь скуповувати в місцевих селян нафтоносну дідизну [31, c. 14]. Розповідають, що якийсь вербізький пан запропонував селянинові Філішанкові свій фільварок в обмін на нафтоносне пасовище. Селянин не важився на такий обмін, але перегодом змушений був продати своє пасовише майже за безцінь. А селянин Юра Остап'юк, який так само за безцінь продав свої ґрунти Розенкранцам, згодом судився з промисловцем і програв суд.
Польський етнограф Оскар Кольберг, побувавши в той час у Ропах, писав зокрема: «…Шибів є кільканадцять, найпотужніша в пана Щепановського. Один з тих шибів пана Розенкранца є найдавнішим в Галичині… Цілу рівнину займають бочки. Де вільна місцина, там видно групи людей, які жваво розмовляють і жестикулюють найчастіше коло бідного селянина. Це і є нафтові гієни з цілого краю… приваблені звісткою, що знайдено нафту. Побачите на віддалі й бідака в кожусі, який чіхається в голову і шепче: „То-то несамовите, то дідько в тім…“ Це вже обскубана жертва власного ґрунту, який горівкою, просьбою, грозьбою зневолений, став позбуватися дідизни, щоб колись подібно, як і в Бориславі, створювати пролетаріат бідноти і багатства…» [46, c. 69 −71].
Письменник Юліан Турчинський теж залишив короткий опис своєї подорожі з Коломиї у Ропи: «Перейшовши міст на р. Пруті, вдалися в напрямок південно-західний гостинцем, який вів на Печеніжин до Слободи Рунгурської — нової нашої Каліфорнії. Вже ціла дорога тут вказувала, що аближаємося до місцевості, охопленої нафтою, бо зустрічали фірм за фірою, які везли бочки, наповнені ропою до дистилярні Печеніжина і Коломиї…»
У 1881 р. підприємець С. Щепановський, ставши управителем нафтових шиб, вперше застосував тут глибоке свердління.
До речі, Ропи на той час за видобутком сирої нафти займали одне з перших місць у Європі.
Лише на одній найпотужнішій шибі «Ванда» трудилося понад 700 робітників.
Спершу нафту переробляли на «рафінерії» в селі Сопові під Коломиєю. Сюди з раннього ранку до пізньої ночі, як ми вже знаємо, тягнулися із Ролів древньою рунгурською Соляною (Грабковою) дорогою вози з бочками — в Сопів уповні, з Сопова впорожні. Але із застосуванням промислового видобутку нафти постала необхідність в будівництві потужніших нафтопереробних підприємств, а тому вирішено прокласти залізничну колію від Коломиї до Слободи Рунгурської та спорудити ще одну «рафінерію» в Печеніжині.
Таким чином в 1885 р. розпочалося спорудження залізниці «Коломия-Ропи» [39, c. 52].
Перший поїзд цією залізницею пішов 1887 р. Він зупинявся в Сопові. Кийданчі, Печеніжині, в Рунгурах та в Ропах.
Будівництво залізниці і Печеніжинськоі дистилярні велося руками місцевих жителів, в тому числі й рунгурців.
За деякими свідченнями, Печеніжинська дистилярня у найкращі свої часи, маючи до 800 робітників, переробляла щоденно до 300 барилок ропи (за іншими даними 600—1000 бочок ропи), успішно конкурувала з найкращими нафтовими підприємствами імперії (зокрема, Пешту і Фіуми). Про підприємця Щепановського загалом відгукувалися з повагою, оскільки він вів раціональний видобуток нафти.
У Ропах у 80—90 рp. XIX ст. виросло ціле містечко, яке називати «містом мільйонерів». До речі, саме тут і знаходився постерунок — осідок рунгурської поліції аж до розпаду Польщі [39, c. 52].
З початком XX ст. рівень видобутку нафти у Ропах постійно зменшувався, поки остаточно не занепав у зв'язку з розв'язанням Другої світової війни.
Пізніше, після війни українська партизанка, знищивши мости і саму колію, цілковито унеможливила видобуток нафти совітами. Так завершилася історія залізниці.
Отже, з розвитком індустріалізації краю, навколишнє населення працювало на розробках нафтових родовищ, проте їхнє становище було в край скрутне.

#### Участь краян у світових війнах, національно-визвольних рухах
1 серпня 1914 р. розпочалась Перша світова війна.
Більшість чоловічого населення села було призвано на військову службу й терпіло нужду на численних австрійських фронтах. З іншого боку, влада реквізувала частину майна селян.
Наприкінці серпня 1914 р. австрійський уряд дав дозвіл на формування Легіону Українських Січових стрільців (УСС). Багато рунгурських хлопців пішли в це формування. На жаль, не маємо письмових джерел про учасників з Рунгурів, бо в «Літописі Червона Калина» за 1937 р. Подано учасників в Січових Стрільцях разом усіх з Печеніжинщини, куди тоді входили Рунгури. В тому списку фігурують такі прізвища: Микола Малиновський, Юліан Бровко, Василь Диблюк, Петро Жолоб, Микола Жупник, Прокіп Федюк, Олекса Івасюк [28, c. 21]. Проте, на меморіальній могилі в Рунгурах вказано 48 чоловік, які загинули або зникли безвісти.
У жовтні 1914 р. російські війська зайняли Коломийщину, вступили й у Рунгури. Село довго пам'ятало цих «визволителів» — найперше за числом грабунків та за числом зґвалтованих дівчат і жінок, також за числом байстрюків. Друга московська окупація тривала ще довше — від літа 1916 р. до літа 1917 р. Окупанти вимагали від селян виконання відповідних повинностей для своїх потреб, вимагали здачі худоби, вирубували ліси. Старожили розповідали, що росіяни тоді немало спричинилися до голоду і хвороб, які були поширені в селі.
В часи Першої світової війни в селі у наметах жили полонені італійці — переважно вони вантажили на платформи пісок, і старі люди згадували, що наші односельці всіляко допомагали італійцям харчами, а ті раділи й не могли надякуватися навіть за баняк картоплі.
З російського боку з росіянами в тилу перебували китайці. Вони теж жили в наметах (коло річки під Пискавцем), ходили з волоссям, заплетеним у кіску. Вони дуже дратувалися, коли діти, навчені росіянином, дражнили їх.
Сорок байстрюків залишили по собі росіяни за Першої світової лише у Рунгурах. Саме таке число якось нарахував був В. Лапчинський, — розповідав Л. Поп'юк. — А от австрійці не чинили наруги над нашими жінками й дівчатами — в Австрійській армії розстрілювали за таке [39, c. 54].
Листопадовий зрив 1918 р. привів до утворення ЗУНР. Була створена Коломийська округа, поділена на 5 повітів. Уряд ЗУНР створив Українську Галицьку армію (УГА).
Стрільцем третьої Коломийської сотні був уродженець Рунгур Микола Михайлюк (1890 р. н.) — (помер від тифу 9 січня 1920), у четвертій сотні перебував Микита Греблюк (1898 р. н). У технічній сотні знаходився ше один рунгурівень Микола Жупннк (1894 р. н.). Вояк УГА з Рунгур Василь Волянський помер
від ран у квітні 1919 р. у шпиталі в Станиславові. Також за Збручем від тифу помер вояк УГА рунгурівець Федір Іванюк (30.08.1919 р.) [39, c. 57].
Безперечно, що жителі Рунгур із сльозами на очах зустрічали перше число листопада 1918 р.
У Рунгурах майже не збереглося вістей про буття села в ті революційні роки. Відомо, що з нагоди укладення Брестського миру і проголошення незалежної України IV універсалом Центральної Ради 3 березня 1918 р. у Печеніжині відбулася багатолюдна маніфестація (за даними поліції — 2300 осіб), участь у якій взяли і представники громади села Рунгур. Цього ж дня після церковної служби урочисте віче відбулося і в самих Рунгурах. Його організували Олексій Жупник та Федір Прокопів. Промовці з піднесенням говорили про відновлення Української держави. Після віче його учасники співали гімн «Ще не вмерла Україна».
21 липня 1919 р. М. Геник — Березовський очолив український уряд в Печеніжині. Олександр Вінценз, брат відомого письменника, — на ті часи повітовий лікар — теж увійшов у склад українського уряду в Печеніжині. Тут до 24 травня 1919 р. стояла сотня УГА під проводом четаря Д. Добрянського). В кінці травня 1919 р. польські війська армії Галлера, зуміли відтіснити УГА і оволоділи краєм. 24 травня 1919 р. сотня УГА під проводом чотаря Д. Добрянського зупинилася під Дібровою біля Печеніжина. В донесенні поліції староства повідомлялося: «24 травня 1919 р. по розпаду української армії під Львовом збунтувалися русини. Вони зорганізували повстання в Коломиї, які обняли уряд. Утворили бойовий фронт під Дібровою біля Печеніжина в кількості 400 чоловік. Та збройна акція тривала 48 годин. В час цього повстання українці забрали тягове авто, яке везло 276 карабінів і амуніцію для польської поліції в Печеніжині. Мирослав Зумер їздив тим автом по селах і підвозив повстанців» [18, c. 33—34]. На підтримку Печеніжина поїхали молоді юнаки. Так 44 рунгурських хлопців стали вояками УГА.
У кінці червня 1919 р. Через Рунгури з Коломиї вантажним поїздом військо УГА рушило до Ропів в Слободі Рунгурській.
Із наше військо відбуло на Чехословаччину. Дехто з тих юнаків потім вернувся в наші краї, отримавши вищу освіту в Празі. Як, наприклад, Іван Прокопів — уже в наш час відомий як етнограф, сумлінний збирач народних пісень на Гуцульщині.
Друга світова війна почалася 1 вересня 1939 р. Хто відбував службу у польському війську відразу потрапив на війну. Та поляки не змогли зупинити німецькі війська. 17 вересня 1939 р. Червона Армія перейшла через Збруч. 19 вересня 1939 р. на храмове свято в Рунгурах поширилась чутка, що десь прорвалась польська кавалерія і вирізує українців. Люди в паніці тікали з села в Печеніжин. Проте було з'ясовано, що цю вістку пустили червоні, адже 18 вересня поляки тікали через Коломию в Румунію.
22 червня 1941 р десь з коломийського боку раптом пролунали глухі вибухи.
Того ж дня просвітяни у своїй читальні ввімкнули радіо й почули промову міністра закордонних справ Молотова, який повідомив про віроломний напад Німеччини на Радянський Союз і закликав усіх «братів і сестер» стати плечем до плеча на захист Батьківщини.
Українці з ініціативи ОУН 30 червня 1941 року проголосили у Львові Акт відновлення Української Держави.
У Рунгурах після відступу червоної армії та втечі радянської адміністрації було організовано стрілецьку сотню. Після проголошення у Львові відновлення Української Держави рунгурська сотня подалася строєм до Коломиї.
2 липня 1941 р. німецько-угорські війська увійшли в Рунгури. Німецька влада створила в Печеніжині управу на декілька сіл. Солтисом у Рунгурах був Стефанишин Петро. За наказом окупантів солтис і писар повинні були відправлляти молодь на примусові роботи в Німеччину. За час німецької окупації з Рунгур було вивезено 41 чоловік. Селяни повинні були здавати «контингент» — молоко, м'ясо, яйця, хліб [39, c. 31].
Перегодом багато з них вернулися додому, а чимало юнаків і дівчат так назавжди й залишилися на чужині, як от — Рузя Федюк, яка пізніше проживала в Югославії, Греблюк Марія — у Бельгії та ін.
До часів німецької окупації в селі жило декілька єврейських сімей: відомий майстер-бляхар Мошко із зятем, корчмар Вігдор, брати Фроїм і Вігдор Сульпетери разом з сліпою сестрою тримали коршму побіля теперішнього клубу, Муньо тримав Горі млин, баба Пуциха тримала ґрунти.
У 1942 р. всіх євреїв, які не встигли поховатися, з села повезли в Коломийське гетто. же із Коломийського гетто німці розстріляли за містом у Шепарівському лісі. На тому місці при дорозі тепер знаходиться обеліск на пам'ять про невинно убієнних.
В селі була висипана символічна Могила січових стрільців.
Так сталося, що Рунгури у XX ст. розділило долю білоруської Хатині, чеського Лідіце, французького Орадура, галицьких Більшівців, волинських Кортеліс, які були спалені та зруйновані нацистськими військами у період Другої світової війни.
На початку березня 1944 р. фронт докотився до Коломиї і «застряг» тут до 28 липня. Лінія його йшла через Косів, Яблунів — через Рунгурські Поляну, Пантилу, в Печеніжині — коло моста Маркуфки, Грабини, й аж до Прута (Коломия).
Ось свідчення тодішнього голови обласного управління, яке діяло за німецької окупації в Станіславі (Івано-Франківську) Василя Яшана: «Більшовицькі війська, які прийшли в ті сторони (на Прикарпаття), були нужденно вдягнуті й часто забирали в населення одіж, щоб одягнутися. З тієї причини населення часто терпіло тому, що мадяри, зустрівшись з такими червоноармійцями, були переконані, що до них стріляє цивільне населення. Мадяри вважали так
пестро вдягнені більшовицькі стежі за цивільні банди й тому стосували репресії. У селі Дорі біля Делятина з такої причини зробили погром і постріляли багато людей».
В околиці Рунгур арештували і розстріляли рунгурського священика, обвинувачуючи його, що він стріляв в мадяр. Виявилося, що один червоноармієць був одягнений як рунгурський священик.
Більшовики були свідомі того, за віщо мадяри карають невинне цивільне населення, отже оті «перевдягання»’ чинилися умисно, безкарно, із заохочення командирами.
Згадує Іван Романюк: «Пам'ятаю, це було у березні, а може й квітні 1944 р. Ми їхали в урочище Сочет за дровами, з боку Коломиї гриміло — там вже стояв фронт. Раптом ми помітили мадярський військовий підрозділ, дуже занепокоїлися, але тут до нас підійшов один вояк і по — нашому привітався, з усього видно, закарпатець, розпитав з якого ми села і скільки буде шляху до мадярської границі. Ми розповіли все, що знали. Тоді солдат сказав, щоб ми чекали гіршого, і, якщо можемо, то щоб позакопували в землю майно на випадок вогню, бо тут очікуються великі бої.
Ми верталися додому. Цісаркою йшло чимало мадярського війська. Дивлячись на ту могутню армаду, ми понадіялися, що нас лихо, можливо, промине. Апе через два дні мадяри в супроводі німців почали вертатися назад у Рунгури. Вони взялися тут облаштовувати фронтову смугу, проводити польові телефони, направляти дороги і містки. Деякі солдати ходили по дворах і міняли тютюн на яйця, молоко, горілку. Ми з татом зібралися і закопали збіжжя і одяг, наш приклад підтримали і сусіди. Ми тільки встигли заховати збіжжя, як до хати ввійшли два солдати з руської розвідки. Вони спитали, чи немає у нас мадярів. Випили по горнятку молока і порадили нам з худобою відійти через ліс у бік Ключевів — там уже нібито спокійно. І пообіцяли, що скоро виженуть мадярів і ми повернемося додому.
Не хотілося лишати хату. Але що вдієш. Це було 1 травня 1944 р.
Лише ми відійшли, як мадяри почали палити хати в Золотому. У хаті Юри Платановського були люди, мадяри не могли того не знати. Але запалили і Юрину хату, й кинули у вікно гранату, так що Юру убило, багатьох поранило. Ось так мадяри почали убивати ні в чому не повинних людей. Понад вечір запалали хати в Петричьиві, а також частина будівель у Горішньому кінці.
Люди як могли, так і рятувалися, все лишали й тікали у бік Ключевів. Так рятувалася Фенин Явдоха, донька Федора, із груднов дитинов, — під лісом вона була вбита, а дитина коло неї плакала.
Дехто ховався в пивницях. Так, декілька сусідів заховалися в пивниці Василя Волянського, але тут їх засікли мадяри, наказали виходити, і першого, який
вийшов, Івана Стефанишиного, застрелили на місці. А решту людей повели в село. І ніхто не був певний у своїм життю. Та коли зібрати більше людей, то повели їх під конвоєм у Березів, де потім їх використовували на фронтових роботах.
2 травня пожежа охопила все село — горіли хати, горіла худоба, горіло збіжжя. Горіло роками нажите чесною працею майно. Люди розбігатися по навколишніх селах й переказувати про жахіття, які творили в селі мадяри.
З, 4 і 5 травня під час боїв село переходило з рук у руки люди, які ще десь знайшли сховок удома, потім розповідали, руські переодягалися в нашу одіж, щоб мати змогу ближче підступити до мадярів. Совіти у сільському вбранні нишком підбиралися досвітками навіть до мадярських окопів і вирізали ворогів, і втікав поміж хати, і тому мадяри сприймали їх не як російських вояків а як сільських партизанів і саме тому так жорстоко мстили селу. Інші розповідали, що мадяри умисне палили село і вбивали людей — просто хотіли мати чистий терен для оборони.
7 травня згоріла церква, яка була пам'яткою архітектури з XVIII ст.» [7].
Ось виписка із шкільного альбому, в якому учні Рунгурської школи збирають матеріали до історії села: "1 травня, в понеділок, після Провідної неділі, запалати перші хати у Вилках. Наступного дня почав горіти Пискавець. На цих кутках не залишилося жодної хати.
У середу мадяри запалили другу частину Рунгур. Горіла Голиця, Дубовий. Куток за кутком згоріло село. Із 718 дворів згоріло 680. Чиї хати зосталися, то їх розібрали на будівництво оборонних укріплень. Тоді загинуло 110 людей. Це був нищівний удар по селу. Люди втікали з села й ховалися в Корннчі. Воскресінцях, Трачі, Пилипах, Дебеславцях, в Залуччі, Замулинцях, в Березонах, Ославах, Ключевах. Більшість із тих, які вижили, верталися додому аж у сорок п'ятому, їх зустрічала руїна [48, c. 179].
Згоріло по кутках: Долів (штрика) згоріло 18 хат, залишилося — 2, Бандурка — згоріли всі 13 хат, Долина — центр — згоріло 25 хат, залишилася 1, Кругленький — згоріло 30 хат, лишилося 5, Долина (штрика) — згоріли всі 18 хат, Долів (вздовж цісарки) згоріло З хати, залишилося 11, Золотий, Березівки — згоріло 21 хата, лишилося 3, Горішній кінець — згоріло 8 хат, залишилося 12, Пискавець — згоріли всі 24, Долина — центр — згоріли всі 16 хат. Вилки — згоріли всі 34 хати. В Сухому залишилася 1 хата, в Дубовому 44 згоріло, лишилося 8 [48. C. 180].
Голод у 1947-му р. теж трохи пожнивував у селі (загинуло 9 осіб). Згадує Параска Івасюк: «Наша сім'я і ще десь до двадцятеро сусідів — серед них діти, старі, — ховатися у просторій ямі… Раз тато вийшли з укриття, щоб випустити із стайні худобу, і не вернулися… Відтак таки знайшли нас мадяри і хотіли постріляти, але наперед вийшов Никола Стефак, тато нинішнього голови сільради Василя Стефака, заговорив до мадярів якоюсь мішанкою з українсько-мадярсько- німецьких слів. І мадяри ніби відтепліли, і повели нас на Слободу, відтак розселили у Березовах… Видите, скрізь є люди і нелюди… А ми як вернулися після евакуації додому, то знайшли татові кісточки й похоронили…
А ще пам'ятаю, як Ілька Копильціва убили мадяри таки в його хаті й підпалили її…» [6].
Згадує Микола Івасюк: «Ми всією родиною того дня отак, як зараз, були в хаті. Раптом з усіх боків здіймається стрілянина, кулі пробивають стіни і глина лиш форкає, все горить. Наша хата теж починає горіти. Втікай до баби, наказують тато, і я вибігаю з хати. Дивлюся, за вуглом так якби кошарка вистріляних кулеметних гільз, — видно, тут ше декілька хвилин тому перебував у засідці російський вояк з кулеметом і стріляв. Оглядаюся на якийсь голос, а то мадярські кулеметники з саду мене кличуть д собі. А мені наказано йти до баби і я побіг до баби. Навколо стрілянина робиться ніби ще дужча… Загорілася наша стодола і мама кинулися її гасити. І якраз в той момент там граната розірвалася, мамі посікло ногу — на колінах вповзли до хати. Десь через годину все втихло. Ми з бабою вийшли на подвір'я і побачили, що від нашої хати лишилася лише купа попелу та обгорені підвалини ще
куріють. Віддалік ішли мадяри. запримітили нас, і один із них, відей словак, крикнув, щоб ми забиралися геть звідси, якщо хочемо жити, щоб ми втікали горі…» [5].
Згадує Василь Федюк: «Вже мадяри почали були палити село, як я і Дмитро Романюк скочили собі в Поляну з гадкою, що, може, знайдемо якусь зброю. Так, потоками дісталися аж ставів, знайшли там мадярську палатку, подалися в бік Лозів, зачули стріли, і нарешті
здогадалися, що то по нас стріляють. І що робити? Сперш щасливо скотився в ярок один з нас, потім другий. Втекли… Але приходять до нашої хати два мадяри, кажуть, що з боку Лозів два совіти — розвідники десь у цей бік пішли, щоб ми уважали… А ми з Дмитром і
зізнаємося: це ми були… Подивилися мадяри й, правда, лиш головами похитали…. І скажи, що ми були мудрі…» [9].
«1 травня мадяри палили хати, починаючи від Підвершного і Вилки, 2 травня запалили хату Петрихи Штефанової. Цього дня мадяри вбили
нашого тата Федора, і це вже середа — 3 травня вже й долини горять… Пискавець… У суботу запалала школа…» — уточнює Петро
Стефак [8].
Із спогадів Жупник Ганни Василівни: «У четвер, перед Провідною неділею згору йшло через село мадярське військо. Ішло воно ще і в неділю — я якраз вийшла з церкви і стала коло Марії Мочьирної і бачила, як ішли мадяри — хто на конях, хто на роверах, а багато й пішки.
Після Провідної неділі, у середу мадяри відступали перед руськими… Цього дня понад вечір вони убили Петра Андріяшка і Федора Николишиного з Бандурки. Мадярів набилося в кожну хату. До нас також прийшли — уночі не випускали навіть до вітру з хати. Так ми ту ніч ще переночували вдома. А рано пішли на Городець — там було дальше від цісарки і війська там не було нічийого. Наступного дня мій Никола пішов подивитися додому, бо я була спекла шість хлібин та розлила із тарілок студенцю. Вернувся він і сказав, що в хаті грузь по коліна, а хліба й студенцю він не знайшов. Я подумала, що піду додому й зроблю порядок. Але додому не дійшла. Лише доступила до діда Андріяшка, бо з Бандурки бігли руські — всі босі. А в Дубовім і на Клопеті позалягали мадяри. Ми з дідом і Юрою Греблюком скочили у пивницю. Тут коло нас уже не було людей — всі втекли у Шокалів. Ми сиділи в пивниці від 7 до 3 години. А коли все стихло, ми побачили крізь шпару, як городами біжать мадяри з телефоном. Я тоді вернулася на Городець, але в хаті вже не було жодного цілого вікна.
У четвер і п'ятницю ми ночували ще в своїй хаті. У п'ятницю з полудня до вечора перечікували у потоці. Там ми викопали коло криниці пічку і на ній лежачи і грілися — позаяк грілися.
В суботу рано ми встали, обійшли худобу, я взяла в хустку одну хлібину, і з тим ми подалися у Ґрунь. Думали перебути трохи
в потоці, але там було холодно і ми направилися у Шокалів. Там по хатах було повно людей. Ми прийшли до Василя Деблюка й пересиділи у нього ту ніч. У понеділок знову пішли подивитися додому. Люди брали худобу й йшли на Ключів. Тато не хотіли лишати хату й лишилися дома. Я також залишилася. По той бік села уже горіли хати».
У статті «Трагедія села Рунгури» Семен Рунгурський (ймовірно, за псевдонім «Рунгурський» захований Семен Федюк) теж підтверджує, що мадяри почали палити село в понеділок 1 травня 1944 р. Рунгурська пожежа освітлювала околицю до 6 травня. Спалено 790
будинків, церкву св. Михайла, священичу резиденцію і школу, вбито 110 осіб (Рунгури втратили в часи війни 442 особи) [26, c. 724—725].
Чимало рунгурських парубків і ґаздів, які були призвані на військову службу до червня 1941 року, пройшли ту війну від рідного села й до Москви чи Сталінграда, а звідти — до самого Берліна, а чимало хлопців і ґаздів (хто вчасно не пішов у партизанку) було мобілізовано на фронт у сорок четвертому. До того ж із фронтів не вернулося 43 чоловіки. Епідемія тифу забрала ще 118 осіб.
У сільській школі зберігається список жителів Рунгур, які загинули за роки Другої світової війни. Це 110 осіб, застрілених мадярами, 41 — вояки УПА, ще 11 пропалих безвісти. А ще 45 осіб вивезено на примусові роботи до Німеччини. Насправді, співставивши дані Шематизму за 1938 р коли в селі налічувалося 2890 осіб, та дані Історії міст і сіл України де написано, що в селі на початку 1970-х рp. налічувалося 2458 мешканців [23, c. 342], отримаємо цифру 442. Тобто на початку 70-х в селі було на 442 людей менше, аніж перед війною.
З початком війни, коли ОУН вийшла з підпілля, виявилося, що в селі є і своя станиця, є і юнацька організація ОУН. І жіноча та дівочі ланки — теж.
Тривалий час за німецької окупації станиця ОУН знаходилася на Голиці у Миколи Стефанишиного, а станичним був Дмитро Стефак — Лютий.
У Рунгурах одразу з початком війни сформувалася своя бойова сотня. Як і в інших селах вона про всяк випадок була легалізована як «Січ», і після проголошення Акту відновлення Української держави рунгурська «Січ» брала участь у «параді» з цього приводу в Коломиї у липні 1941 р. Керував сотнею Михайло Андрусяк — Соловей, який, у станиці відповідав за бойову підготовку.
Через село за німецької окупації часто рейдували партизани з інших околиць. У Рунгурах вони завжди знаходили належний відпочинок і відповідну допомогу. Зазвичай, партизани переходили село, отримуючи необхідну інформацію й продукти через станичного, а ставали на короткочасний відпочинок з огляду безпеки близько коло лісу, у крайніх хатах. Не раз зупинялися рейдуючі партизани у
Гната Стефанишиного на Голиці. Зокрема, частим гостем у Гната була сотня Нечая [39, c. 97].
За час перебування «ковпаків» у Рунгурах майже повністю були знищені сади — люди боялися ходити до лісу за дровами, бо там їх могли спіймати «ковпаки» й змусити стати їхніми провідниками. В околиці щодень розносилися вістки: там убили лісника, там пограбували, там забрали ґазду з кіньми.
У селі люди й досі пам'ятають, як одного дня у піст 1944 р. сотенні «Козак» і «Скуба» переходили із своїми вояками через Рунгури — голова війська знаходилася на Дворищі коло Прокопівих (Михайленків), а хвіст — на Маркуфці в Печеніжині.
Партизани куща на території села провели ряд боїв з енкаведистами. Окремі з них зафіксовані у документах, як от бої 18 вересня 1948 року чи 9 вересня 1949 року [39, c. 98].
У Рунгурах ревно бережуть пам'ять про повстанців — односельчан, вояків УПА, а згодом — підпільників ОУН.
Найперше, добрим словом згадають станичного, а згодом командира боївки Михайла Григоріва (Коваля) — Бора, хорунжого
УПА Федора Кузенка — Каменя, Михайла Андрусяка — Солов'я, Дмитра Стефака — Лютого, який теж певний час був станичним у селі, Михайла Стефака — Підкову. До речі, влітку 1947 р. цей упівець підпалив у Слободі клуб саме в ту годину, коли там демонстрували фільм «Сталінградська битва». І хоча в цьому селі після загибелі Федора Фениного-Гороха не вели збройної боротьби проти совітів Підкова до самої смерті контролював Слободу (після нього порядком у селі доглядав
керівник районної СБ Левко) [39, с. 98].
Серед партизанів були також Василь Григорів з Решетева — Вільха, Іван Горецький — Вишня, Василь Стефак — Смілий, Микола Кузенко (не вернувся з тюрми), Іван Федюк — (псевдо невідоме) — людина багатьох талантів. Мав здібність до
диригентства, вів сільський хор, самоук — музикант. Керував драмгуртком. У 30-ті — активіст «Просвіти». Був заарештований і засуджений за участь в УПА, Іван Михасюк (псевдо невідоме), Дмитро Семенишин — Чапля, згодом — Пугач, Федір Стефанишин та Андрій Романів — отруєні у криївці в Молодятині, Василь Іванів (псевдо невідоме), Микола Васильович Іванів — Кіз, Скорий (або Корінь) [42, c. 99].
У Слободі, під Стирями тривалий час стояла сотня Спартана (Михайла Москалюка). Більшість рунгурських хлопців, які перебували в українській партизанці, служили саме під керівництвом цього командира. Це — Лесь Стефак (Миколи Штефанового), Михайло Григорів — Бор, Федір Кузенко — Камінь, Михайло Федюк (Параски Іванової), Лесь Лазарюк (Павлів), Василь Стефак (Підвершиний), Никола Стефак, Іван Лазарук та Василина Жолоб.
За участь в ОУН-УПА чимало рунгурських були засуджені совітами на різні терміни ув'язнення. Наприклад, Іван Романів був засуджений до розстрілу (згодом вирок було замінено десятирічною каторгою).
Про події Великодніх днів 1950 року пригадував репресований воїн УПА Іван Прошак у газеті «Вісник Коломиї» у 1993 році: "Переховувалися в Карпатах і славетна сотня Спартана, стрільцями якої були Федір Кузенко — «Камінь» і Василь Горецький — «Вільха». Не зважаючи на пересторогу, вони 10 квітня 1950 року, на третій день Великодня, пішли до рідного села Рунгури, щоби зустрітися з рідними. (…) Дійшовши до своєї домівки, Федір Кузенко радів, що через кілька хвилин побачить милу дружину Марія і маленького синочка Василька…І нараз, грізне московське слово «стой!» Ураганні постріли з автоматів і кулеметів заставили партизанів мерщій утікати назад. Кузенко почув голос побратима Горецького: "Друже «Каменю», я поранений, допоможи!« Забравши пораненого товариша, він не зміг скоро утікати, і куля проклятого ворога смертельно поранила і його…»
9 лютого 1951 р. в урочищі Юрашевому було знищено останніх повстанців та криївку у Рунгурах.
Таким чином, селяни брали участь світових війнах. Під час Другої світової війни село майже вщент було знищене, а потім повністю відродилось.

## Діяльність культурно-освітніх організацій і товариств
У 1890-х роках в селі виникла читальня «Просвіти». Для неї громада спочатку
винаймала хату у Греблюка Федора, потім у Андрійціва Івана, далі була збудована
хата — читальня.
Зберігся в архівах лист-звіт про перші загальні збори
новоствореної в Рунгурах читальні «Просвіти», які відбулися 13 березня 1904 р.
Збори, як зазначено в листі до головного виділу товариства, відкрив парох
Олексій Слюсарчук «поучаючою промовою, по котрій вписалося в члени 30 грамотних
і 18 неграмотних селян…». Збори вибрали собі керівництво (виділ) читальні, до
якого ввійшли: голова — парох Олексій Слюсарчук, заступник голови — Михайло
Фенин, касієр Михайло Лазарук, бібліотекар Микола Стефак. «Заступниками виділових» стали Семен
Семанько та Микола Боднаренко. На зборах було ухвалено, що письменні як членські вкладки платитимуть одну корону, а неписьменні — 50 сотиків. Збори завершували
«злагодженим» парохом віршем «3 темноти до світла», та декламацісю
віршів Стенана Руданського [10, c. 1—37].
У списку «виділу» рунгурської "Просвіти 1904 р. також бачимо Миколу Стефака, Василя Фениного, Михайла Стефанишиного, Михайла
Семенишиного, Семена Фениного, Василя Івасюка, Федора Стефака, Федора Федюка, Івана Івасюка, Василя Ковцуняка, Михайла
Андріїшиного та Олексу Федюка.
Три роки в селі винаймали приміщення під хату — читальню, а 1907 р. рунгурська громада самотужки збудувала власну читальню.
В 1908—1909 рр. членами читальні «Просвіти» було 41
чоловік, а в просвітянській бібліотеці на той час було 76 книг [28, c.
20].
З 1921 р. в сільській «Просвіті» головував Роман
Міхняк, його заступником обрали Миколу Стефака, господарем — Федора Стефака.
Люди більше стали читати, закуповували для «Просвіти» літературу (бібліотекарем був Андрійців). Один з меценатів  аж 800 золотих виділив для закупівлі літератури для села. Між людьми поширювалися летючки та інші матеріали про діяльність ОУН. Рунгурські
націоналісти збирали дітей на марші, багато працювали з ровесниками
молоді патріоти Семен Федюк, Іван Федюк, Михайло і Федір Кузенки. Олекса
Стефак, Василь Лапчинський — вони організовували хори, ставили вистави, залучали молодь до спортивних змагань, навчали парубків гри у футбол тощо.
Тепер все культурне життя села головним чином
зосереджувалося довкола читальні «Просвіти». Довкола «Просвіти»
гуртувалися різні товариства, як от «Сокіл», гурток «Сільський господар», «Союз
Українок», «Каменярі» (які постали на заміну забороненого владою «Лугу»), різноманітні (спортивні), хоровий та драматичний гуртки [39, c. 67]/
Збереглися окремі звіти рунгурської «Просвіти» 30-х
років XIX ст. Ось, зокрема, за 1932 рік — голова товариства священик Йосип
Василина. заступник голови — Василь Романюк, секретар — Іван Семенишин, скарбник — Іван Федюк, бібліотекар Василь Волянський, господар Іван Андрійців, а також — Федір Михасюк, Василь Семенишин і Дмитро Романів. Ревізійна комісія — Петро Волянський, Гнат Стефанишин і Дмитро Жупник. Переважно всі вони молоді
(за винятком 46-річного Івана Семенишиного та 44-річного Гната Стефанишиного).
З цього документу довідуємося, що в селі нараховувалося 190 членів — просвітян
(серед них 80 дівчат і жінок).
У бібліліотеці «Просвіти» налічувалося 226 книжок, а
також періодичні видання — «Громадський голос», «Свобода», «Наша справа», «Життя Покуття» та ін.
В згаданому документі занотовано, що перед громадою з
доповідями виступали отець Василина, М. Атаманюк, редактор журналу «Жіноча
доля», що виходив у Коломиї.  Теми
доповідей надзвичайно важливі: «Гігієна сільської хати», «Значення книжки для
народу», «Будучність нації». «Про
будову народного Дому» [39, 67—68].
Просвітяни щороку відзначали роковини з дня народження
Т. Шевченка, І. Франка, Лесі Українки.
При «Просвіті» працював
театральний гурток (28 учасників), який мав на рахунку 12 виступів, а також хор
(24 особи).
1932 р. хоровим та
драматичним гуртками керував вчитель Михайло Кузенко.
У звіті також зазначено, що
в селі існував споживчий кооператив «Праця», однак був дещо занедбаний.
Наступного 1933 р. головував у рунгурській «Просвіті»
Василь Романюк, його заступником
числився Михайло Кузенко. А от господарем був наймолодший просвітянин
Стефанишин Микола Гнатович (23 роки)
[39, c. 68].
Просвіта, участь у різноманітних гуртках і товариствах
прихиляли, заохочували людей і особливо молодь до систематичної самоосвіти, зокрема, через випозичення книжок.
Відомий культурно-громадський діяч Галичини
Кирило Трильовський заснував перше руханково — протипожежне товариство «Січ» 5
травня 1900 р. в селі Завалля на Снятинщині. Він
не один раз відвідував Рунгури, зокрема  хату
Олекси Жупника, який був палким прихильником і пропагандистом «Січі»  [31, c. 18].
Олексій Миколайович Жупник був у селі також і головою осердку радикальної партії, який нараховував до 50 осіб. Цю партію у селі
називали "Січові ". Восени 1925 р. польська поліція забрала Олексу Жупника з хати, повели в потік, де побили так, що ґазда через декілька тижнів і помер [31, c. 16].
Отже, селяни були активними учасниками різних організацій і товариств: «Просвіти», «Січі», «Соколу», «Сільського
господаря», «Союзу українок», «Каменярів».

## Духовне і культурне життя села
На сьогодні перші відомості про школу у Рунгурах знаходимо в матеріалах Івано-Франківського обласного історичного архів 1864 рік: «В селі Рунґури Пістинського шкільного округу є парафіяльна школа, вчителем є Іваницький Андрій, до неї ходять 18 дітей» [2, c. 1].
Оскільки інших згадок про школу в Рунгурах не виявлено, то можна припустити, що вона в селі була заснована наприкінці 50-х — на початку 60-х років XIX ст. На ту пору в селі налічувалося приблизно 1170 осіб.
В 60—70-х рр. XIX ст. в зв'язку з розвитком промисловості в краї правлячі кола пішли на проведення певної реформи в галузі освіти. Основна мета її полягала в тому, щоб таки допустити дітей до найпростішої освіти — навчити їх читати, писати, рахувати.
24 січня 1868 р. школи в Галичині передано Краєвій раді. А з 13 травня 1871 р. стали діяти окружні шкільні ради з новопризначеними Інспекторами. Тільки за перший рік діяльності шкільних рад 720 шкіл стали школами із змішаною польсько-українською мовою навчання.
Архівні документи засвідчують, що сільська громада, починаючи з 1884 р. клопоталася перед урядом про відкриття у селі державної школи. (Клопотання від громади села підписали війт Іван Федюк, Федір Прокопів, Микола Лагодюк, Лесь Лукач, Микола Прокопів, Іван та Михайло Стефанишин. Через десять років подібне клопотання підписував уже війт Михайло Прокопів. Було оголошено конкурс на заміщення посади вчителя) [1, c. 423].
Від 1902 р. до часів Першої світової війни Рунгурська школа була однорічною — тобто, в одному класі вчилися діти різних вікових груп. Офіційно називалася вона дворічною [39, c. 171].
За період з 1919 по 1939 рр. всього двоє селян здобули вищу освіту — Прокопів Іван (з Михайленкових) 1894 р. н. — по: гімназії вчився у Празі, а також Семен Федюк (закінчив Львівській університет та Краківський інститут міжнародних відносин). Гімназію закінчили Михайло Кузенко, Василь Лапчинський, Олекса Фенин.
У 90-ті рр. XIX ст. вісімнадцятилітньою дівчиною прийшла працювати в  село Кароліна Петковська.
Вона була директором школи і працювала до 1934 р.
У 1925 р. школа розташовувалася у трьох кімнатах — одній класовій і двох службових. Ще одну класну кімнату винаймали в селі. Школі виділялося 352 кв. м. землі і чотири морги — для вчителів. Принаймні відомо, що 1925 р. окрім згаданої Кароліни у рунгурській школі працювало ще дві вчительки — Гелена Панусьова (племінниця Петковської) та Феліція Козловська (у 1934—1937 р.) — директор школи. З листопада 1937 р. директором школи працював Мар'ян Кербіч (через рік в село приїхала ще одна вчителька — дружина Кербіча Марія) [39, c. 173].
За спогадами старожилів установлено, що в 1930 р. школа вже була три класової школи, учні 1—3 року навчання вчилися у приміщенні школи, учні 4-го року — в одній із кімнат читальні, учні 5—6 року — в іншій кімнаті читальні.
Із середини 1930-х рр. школа стала чотирирічною [28, c. 20]. До речі, крім читальних кімнат школа у ті роки винаймала одну класну кімнату в хаті Івасюка Івана Михайловича.
В 1937 р. за кошти, виручені за продаж громадського пасовища, сільська громада збудувала нову двоповерхову школу.
Будову школи здійснювали за проектом Д. Маковського. На першому поверсі було 4 кімнати, на другому — п'ять. Декілька кімнат використовували як квартири для вчителів.
У 1938 р. школа стає семирічною. Перший її випуск — всього чотири учні.
Після загарбання німецькими фашистами Польщі і зайняття червоною армією теперішніх західноукраїнських земель 1939 р. становище із шкільництвом  змінилося. У школі на зміну польській прийшла російська мова. Змінюється і вчительський колектив. Від 31 грудня того року вчителем у школі працював Лапчинський Василь Дмитрович, а через рік — Прокопів Петро Іванович, який раніше закінчив Рунгурську початкову школу. Працювали у Рунгурах вчителями Карачевські — Марта та її брат Микола.
Вчителі на кутках організовували гуртки з лікнепу.
Працював клуб, в якому намагалися продовжувати традиції Просвіти, принаймні задовільно працювали драматичний хоровий гуртки.
Німці дозволили Рунгурам мати лише початкову школу. За німців у школі вчителювала Стефанівна (з Городенківшини).
Під час трагічних подій на початку травня 1944 р. школу було спалено.
Через відсутність приміщення та вчителів навчання у школі відновилося лише у вересні 1945 р. Воно проводилося в хаті Марії Миколаївни Стефанишин. Вчила дітей Стефак (Жолоб) Ганна Дмитрівна, яка на ту пору ще не мала спеціальної освіти (вступила на заочне відділення Коломийського педучилища в 1946 р.) [31, c. 38].
Після війни у село за направленням прибуло декілька молодих вчителів — всі вони були із східних областей України. Переважно це були випускниці педучилищ і педагогічних інститутів.
Першою приїхала в Рунгури Спіченко Ольга Василівна, учителька з Вінницької області.
Ряд приїжджих молодих вчительок — Марія Пилипівна Гаврош (Чернігівщина), Галина Сергіївна Сергієнко з Донбасу, Марія Олексіївна Товкач (Чернігівщина), і Ольга — її сестра (згодом завідувачка сільської бібліотеки), Параска Федорівна Костюк, Дарія Василівна, що мешкала в Андрійчуків та Ченченко Марія Єгорівна — з Сумської області.
1948 р. школу очолив Роман Якович Гамалій. З ім'ям цієї вже тоді немолодої людини селяни пов'язують будівництво нової школи, яке було завершено у грудні 1950 р. методом народної будови. Керував будівництвом сільський майстер Стефак Дмитро.
У 1950 р. у школі відкрито п'ятий клас. Із того часу школа стає семирічною, а з 1960 р. — восьмирічною.
1953 р. директором школи був призначений В. Д. Лапчинський.
У 1972 р. його на цій посаді змінив Л. В. Поп'юк.
1977 р. в Рунгурах завершилося будівництво нової школи — середньої (див. Додаток А). Того ж року директором її призначено Даниша Дмитра Петровича, якого через рік на цій посаді змінив Султанов Юрій Ібрагімович [36, c. 39].
З 1980 по 1997 р. директором школи працював Волощук Остап Дмитрович.
З 1997 р. до 2005 р. школою керував Михайлюк Василь Дмитрович.
З 2005 р. і по сьогодні директором школи є Михасюк Микола Дмитрович [36, c. 39].
На сьогодні не має відомостей про першу церкву в Рунгурах. Можна припустити, що та перша церква була зведена в урочищі, яке називають Дворищем. Однак, одна із легенд розповідає, що перша церква у Рунгурах стояла саме на Поляні (між Пискавцем і Марківкою).
За переказами в Горішньому кінці, де мешкає Михайло Іванів та Микола Григорів, у давнину стояла одна з рунгурських церков. Там ще досі інколи виорюють  на нивах рештки свічок. За переказами, татари спалили і її з людьми, і теж під час Служби Божої [42, c. 163].
Віддалік знаходився нібито перший рунгурський цвинтар, і ще старі люди, прямуючи в той бік, казали: «Йдемо на цвинтар».
Стара і теперішня церкви в селі збудовані теж на місці цвинтаря, стверджує Іван Романюк [7].
Відомо, що церква, яку у фронт спалили угорці, була збудована в Рунгурах 1810 р. Її готову купили, в одному із гірських сіл (можливо в Яворові, адже є відомості, що Печеніжинську церкву будував господар Яворова Дмитро Костриюк). За іншими переказами, наша спалена мадярами церква була збудована ще в XVIII ст. [34, c. 9].
Серед архівних матеріалів Василь Стефак натрапляв  на листа, яким магнат Теодор Потоцький 1766 р. звертався до владики Л. Шептицького, щоб той призначив у Рунгури священика, оскільки церква вільна. Він сам рекомендував такого священика — Петра Козаковського. У листі власник маєтків повідомляв владику, що церква в Рунгурах дерев'яна, що священик має тут п'ять сіножатей, а також відповідні будівлі [39, c. 165].
На жаль, не вдалося розшукати прізвища всіх священиків, які опікувалися Рунгурами. Ось окремі з них: 1770 р. — О. Філіпченко, 1787 р. — Антоній Процевич, 1875—1886 рр. — Софроній Левицький,
1891 р. — Микола Красіцький, 1890—1899 рр. Іоан Рудницький [13, c. 60], 1901 р. — Діонизій Балинський, 1907—1912 рр. — Олексій Слюсарчук [39, c. 165], 1912 р. — Георгій Дурделла, 1912—1913 рр. — Михайло Драгомирецький, 1913 р. — Іван Чорнобривий [31, c. 19].
У 30-х роках у селі правив Службу священик Михайло Бровко, а його молодшими помічниками були Йосип Василина та Володимир Пужак [28, c. 19].
Є дані, що священика Володимира Пужака застрелили мадяри ще перед нищенням села.
Після війни (а саме 1948 р.) село спромоглося відбудувати церкву (коло старої школи).
А коли її закрили, люди ходили до церкви Марківку, в Ключів чи в Слободу.
Партійні ідеологи відкрили музей іграшки в церкві, хоча Рунгури не тим селом, яке уславилося дитячими іграшками. Майже коло вхідних дверей церкви установили пам'ятний камінь на честь офіцера червоної армії, який Загинув у Рунгурах в бою з мадярами.
У 1988 р. рунгурські люди вибиралися в столицю сподіваючись на те, що Москва врешті дозволить відкрити сільську церкву. Але з цього нічого не вийшло.
Від часів війни у селі змінилися всього два священики — отці Петро Левицький та Михайло Рибіцький. У 2000 р. парохом став Юрій Максим'юк.
1990 р. в Рунгурах розпочато будівництво нової церкви.
19 вересня 1992 р. на Михайла Чудотворця у селі відбулося освячення храму. Багато гостей як на такий випадок з'їхалися до Рунгур владика єпископ Іриней, гості з Німеччини, Польщі, Італії [31, c. 46].
20 вересня 1992 р. відбулися панахида та освячення хреста в урочищі Глинниця на тому місці, де енкаведисти 1945 року замучили і вбили четверо людей.
Отже, першою відомою церквою була церква Чуда архистратига Михаїла, збудована 1810 р. У період Радянського Союзу церква в селі була закрита. Теперішня церква збудована 1992 р.

## Відомі уродженці
- Андріяшко Роман Олексійович (*1948) — заслужений журналіст України, генеральний директор ІФ ОДТРК з 1990 по 2008 р.

- Павло Федюк (1948−2007) — письменник, новеліст і драматург.

Про страхіття геноциду, яке вчинили мадярські нацисти в травні 1943 р. він написав у своїй художньо-документальній повісті «Рунгурська трагедія». Про весь той жах йому розповіла мати, тато і ті очевидці, що вирвалися з того пекла, яким стало рідне село.
«Над селом мого дитинства стояла густа хмара смертей, жіночого голосіння, яке переривали хіба що лише вибухи та автоматні черги. І все це творилося аж до кінця 50-х рр.».
Батько загинув, коли Павлові було 10 років.
Служив у радянській армії. Після армії влаштувався кореспондентом у Верховинську райгазету «Світанок». Він писав новели, нариси і записував гуцульський фольклор, легенди, демонологію, які потім лягли в основу його творів.
У 1971 р. він вступив на перший курс факультету журналістики Львівського державного університету.
У 1988 р. вийшла в світ його книжка «Нічна зозуля», за неї його прийняли до Спілки письменників України.
У вересні 1992 р. Павло Федюк і Левко Різник налагодили видання газети «Літературний Львів».
У 1994 р. за збірку новел «Самотня зірниця» йому було присуджено Всеукраїнську премію «Благовіст — 93» за найкращу прозову книжку року.
Серед доробку Павла Федюка роман «Депресія», збірка новел «Звір з людським серцем», повісті «Глибоке дзеркало» та «Двоє зайвих», збірка поезій «Серед гір і в садах».
Невелика збірка «Самотня зірниця» Павла Федюка увібрала в себе понад 20 новел, висунутих на здобуття Державної премії. У цих новелах здійснюється розкриття трагічних подій життя, що утворюють один епіцентр настрою і думки, важливої та значної для змалювання протиріч дійсності.
Новела «Самотня зірниця». Це невеличка розповідь про весілля.
Найбільшим досягненням письменника є новела «Гуцульська мадонна у вишитій сорочці».
Інший уродженець села Василь Стефак народився 20 лютого 1942 р. в селі Рунгури.
Закінчив факультет журналістики Львівського державного університету ім. І.Франка (1971 р.). Працював в редакції газети «Ленінська молодь», власним кореспондентом молодіжної газети «Комсомольское знамя». Автор відомих оповідань: «Далекий птах», «Весняна ворожба», повісті «День», романів «Хочу журавля», «Що нового під сонцем», «По той бік ночі», художньо-документальних видань «Рунгури», «Барви високої долі». Окремі твори письменника публікувались білоруською, російською, болгарською, грузинською, литовською, молдавською, угорською та узбецькою мовами. Василь Стефак — щирий носій національних і загальнолюдських цінностей.
Його оповідання, романи, повісті спрямовані на захист і розвиток національної сутності, утвердження в Україні українського життєвого середовища, закликають до взаєморозуміння, взаємоповаги, дружби між людьми різних національностей, між великими і малими державами, між сильними і слабкими сторонами земної цивілізації.
Мешканець с. Рунгури Олексій Бондаренко, не маючи професійної художньої освіти, є нині одним із небагатьох митців в Західній Україні, який виготовляє великі скульптури з піску та цементу на побутову тематику.
Біля будинку народного майстра — справжня домашня галерея, яку місцеві мешканці назвали «садом» сюди приїжджають фотографуватися десятки весільних пар з Чернівецької, Тернопільської та Івано-Франківської областей
Гойдалка з білими лебедями, олень, заєць, закохана гуцульська пара, коні, карети, кілька дужих легінів кружляють у правічному колі гірського «Аркану», велика різьблена тарілка, українські поети Тарас Шевченко з Іваном Франком та Лесею Українкою. «35 років я працював художником-оформлювачем на Печеніжинському меблевому комбінаті. Тішуся, що вчив дітей з Печеніжинської школи — інтернату писанкарству. Та й тепер, вже роблячи скульптури я не полишаю розписувати великодні яйця». А ще митець любить малювати й різьбити по дереву. Та головне його заняття — скульптури. Ліпити він почав десять років тому. І досягнув неабияких вершин. За цей час його руки надали форми кільком тисячам фігур. На виготовлення одного виробу Олексій витрачає близько трьох днів.
Нині роботи майстра з цементу  та піску є в різних містах. Їх возять у Крим, на козацьку Хортицю, в Угорщину, Італію, Росію та США, на подарунки можновладцям. Своїм скульптурам Олексій Бондаренко любить надавати рис замовника. Це надає їм та народному майстру ще більшої популярності.
«Спочатку я роблю металевий каркас із дротів, — ділиться таємницями творчості скульптор. Це важка й тонка праця, треба бути дуже обережним, аби потім дроти не випирали назовні. Треба знати й анатомію тварин та людей, щоби фігури не втрачали пропорцій. Також слід не забувати й про деталі народних костюмів та вирази облич. Якщо я ліплю історичних персонажів, то уважно вивчаю їхні портрети». Після закінчення ліпки фігури сохнуть. Згодом майстер розписує їх спеціальними фарбами, котрі не вигорають і не лущаться.
Високу відзнаку «Заслужений майстер народної творчості України» отримала майстриня із Рунгурів Коломийського району Марія Стефак. За час своєї творчої праці вона створила понад півтисячі вишиванок. Їх одягають і видатні українці, та мають у своїх колекціях іноземці.
Також, не менш відомим уродженцем Рунгурів є Роман Івасюк, менеджер львівського івент простору !FESTrepublic, організатор подій всеукраїнського масштабу.
Отже, серед відомих рунгурців є письменник, новеліст Федюк Павло, письменник, журналіст Стефак Василь, скульптор Бондаренко Олексій, народна майстриня Стефак Марія та менеджер Івасюк Роман.

## Пам'ятники та визначні місця Рунгурів

### Історико-архітектурні пам'ятки.
Найдавнішою пам'яткою в селі є хрест і капличка, споруджені в 1848 р. на честь скасування панщини в Галичині [30, c. 138] (див. Додаток Б). В Сухому збереглася сторічна капличка, яку збудував Гриджук Петро. Романюк Іван вважає, що її теж побудували в знак скасування панщини [7].
Пам'яткою є церква Чуда архистратига Михаїла, яка має хрестокупольну будову та виконана в дерев'яному гуцульському стилі (див. Додаток В).
На церковному подвір'ї встановлений хрест-пам'ятка в честь 1000-ліття хрещення Русі (1989 р.) і Місійний хрест 2000 р.
Тільки вздовж центральної дороги від Печеніжина до центру села було встановлено 7 хрестів: біля Стефунина Петра, на городі Стефанишиного Василя, на обійсті Семенишиного Михайла, на перехресті дороги, що веде на Боянку, на городах Прокопова Олексія, Стефака Дмитра та Прокопів Олени. Останній хрест символізував Могилу Січових Стрільців [31, c. 64].
В честь чого поставлені були всі інші шість хрестів сьогодні невідомо, бо вони були знищені комуністичною владою. Деякі з них тепер відновлені, а на місці деяких поставлені каплички. У 2004 р. на місці другого хреста поставив капличку Стефанишин Іван, яку пожертвував за Божу допомогу в роботі. В 1938 р. на роздоріжжі (дорога на Кругленький) Федюк Іван поклав хрест. У війну цей хрест згорів. В 1945 році на цьому ж місці поклав новий хрест син Федюк Василь. В 1960 р. радянська влада заставила забрати хрест. Федюк Василь переніс його на цвинтар. У 1990 р. новий хрест тут же поклав Федюк Степан [31, c. 65].
У 2003 р. на місці п'ятого хреста побудована капличка на городі Шовгенюк Марії.
У 2008 році Стефак Євдокія на своєму городі поклала хрест (знищений раніше хрест був на її городі, але по другий бік дороги).
Федюк Петро в 1956 р. встановив хрест «Жертва на хвалу Божу».
Стефак Антон на своєму городі встановив хрест, що залишився живий в ті страшні воєнні та повоєнні роки.
Прокопів Дмитро в 1990 р. спорудив капличку «На хвалу Божу».
Фенин Микола в січні 1991 р. в річницю трагічної загибелі свого сина Василя, в пам'ять про нього освятив капличку «На хвалу Божу».
Федюк Василь в 1993 р. поставив хрест в пам'ять своїх батьків, вбитих мадярами.
Стефак Михайло в 1991 р. спорудив капличку  «На хвалу Божу» біля своєї хати (куток Вилки).
Фартачук Василь поставив капличку біля свого дому.
У1951 р. Андріяшко Олексій, який був читовим  в УПА, встановив хрест біля своєї хати в подяку Богові за те, що живий вернувся додому.
Стефанишин Микола на своєму городі поставив  хрест «На хвалу Божу».
На роздоріжжі біля хати Михайлюка Дмитра стоїть хрест з написом: «Р.1928. Сей Крест офірують за гріхов отпущеніе Михайло і Марія Михайльук» (внизу зображення тризуба і зірки) [31, c. 65].
У 2008 р. побудував капличку біля свого будинку Остапчук Степан. Малиновський Василь в 1994 р. на роздоріжжі поклав капличку «На хвалу Божу».
В 1946 р. Андріяшко Василь хрест «На хвалу Божу».
На Клопеті Івасюк Михайло на своєму ґрунті встановив хрест «На хвалу Божу».
Андріяшко Юрій у своєму дворі поставив хрест «На хвалу Божу», в подяку Богові, що вернувся живий з війни. Хрест поновила дочка в 1970 р.
Івасюк Ганна у 2005 році на своєму подвір'ї побудувала каплицю «На хвалу Божу».
Два брати Василишині Василь і Володимир спорудили капличку у 2000 р. (у Ключівках) в знак повернення їм батьківської землі.
На роздоріжжі, біля теперішнього цвинтаря, хрест встановив Івасюк Василь Петрович з Пантели.
У 1957 р. Жупник Федір поставив на своєму городі, на роздоріжжі, хрест «За здоров'я» (з лікарні прийшов дуже хворий, а потім одужав). Незабаром біля цього хреста була побудована капличка [31, c. 66].
Кузенко Михайло Васильович у 90-х роках на Двориші побудував капличку «На хвалу Божу».
Жителі кутка Сухий у 2008 р. поставили навпроти давньої каплички нову — «На хвалу Божу».
Ільчишин Дмитро на своєму подвір'ї встановив капличку «За здоров'я».
Жителі кутка Березівки у 2000 р. встановили капличку «На хвалу Божу».
1944 р. встановлено пам'ятний знак на місці загибелі Героя Радянського Союзу Степана Артамонова [30, c. 138].
1992 р. в урочищі Петричьива встановлено пам'ятний знак на місці криївки, де 1951 р. загинули 5 вояків УПА [21, c. 2].
В 1993 р. на вул. Шевченка було встановлено меморіальний комплекс на честь проголошення незалежності України: пам'ятник Т. Шевченкові та символічна могила борцям за волю України. Автором меморіалу є В. Шевага [30, c. 138] (див. Додаток Г).
2002 р. споруджена каплиця Богоматері, скульптуру якої виліпив Оленин Василь [31, c. 55] (див. Додаток Д).
2010 р. освятили нову шкільну капличку [29, c. 37].
У 2011 р. був збудований знак «Рунгури». Автором, якого є сільський скульптор Бондаренко Олексій.
Таким чином, території Рунгур найстаршою пам'яткою є каплиця та хрест на честь скасування панщини 1848 р. Серед пам'яток є церква Чуда архистратига Михаїла, меморіальний комплекс, який містить пам'ятник Т. Шевченові, символічну могилу борцям за волю України та каплицю Богородиці.

### Некрополь
Найдавніший цвинтар знаходився біля церкви на Горішньому кінці села. Тепер це місце недалеко від будинку в якому живе Іванюк Марія з сім'єю. Наступним був цвинтар в центрі села. Звали його «Дибликів». На початку XIX ст. на цьому місці хотіли будувати церкву. Сьогодні тут залишився, хрест на могилі Стефанишина Івана. Третім цвинтарем був Олексин цвинтар, біля Панчошака Василя Петровича. На ньому цвинтарі знайшла вічний спочинок дружина отця Софрона Левицького. Біля її могили була вимурувана з цегли гробниця, в якій у 1889 р. був похований Софрон Левицький. На цьому місці, де тепер мешкає Панчошак Василь Петрович, жив єврей Абрамко, який мав свою цегельню. Так як була цегла, то на цьому цвинтарі вимурували трупарню 5×5 м, висотою 6 м. Посередині цього приміщення знаходився постамент і велика скульптура Діви Марії. Двері знаходилися з південного сходу. Якщо помирав подорожній, наймит чи той що не мав своєї хати, то тіло такого небіжчика перебувало в цій трупарні до поховання. Внизу, ніби в підземеллі, була зроблена велика гробниця для священиків. За свідченнями очевидців тут були поховані три душпастирі: Олексій Слюсарчук, а прізвища двох інших священиків не встановлено точно. Це або о. І. Рудницький та о. Д. Балинський, котрі служили парафії до о. О.Слюсарчука, або о. М. Драгомирецький та о. І.Чорнобривий, котрі правили після о. О. Слюсарчука. [31, c. 67].
В 1936 р. почали ховати небіжчиків на 4-му цвинтарі «Близниця». 50 років цей цвинтар був місцем спочинку померлих в селі. Першою була похована на цьому цвинтарі Миколиха Полєнська. Тут знаходяться могили священиків Михайла Бровка та Петра Левицького. В цей самий час відбувалися схоронення померлих на 5-му цвинтарі у Вилках.
В селі існував угорський цвинтар неподалік від р. Сопівка. Проте, під час повені його знищила вода.
З 1986 р. почали ховати небіжчиків на новому 6-му Цвинтарі. Першим поховали Бондаренка Івана. Вже 28 рік цей цвинтар є місцем упокоєння для померлих селян [31, c. 67].
В селі поховані священик, радник і канцлер єпископської консисторії Михайло Бровко (1865 — 16. 05. 1939), вояк УПА Федор Кузенко (Камінь) — 1950 р., могила священика УГКЦ, культурно — громадського діяча Олексій Слюсарчука (1838—1912) [30, c. 27].
2007 р. на цьому цвинтарі похований письменник Павло Федюк.
22 квітня 2009 р. похований священик Андріяшко Микола Васильович (уродженець села).
Таким чином, в Рунгурах є шість цвинтарів. Існував угорський, який знищила повінь.